# 미흑점상어

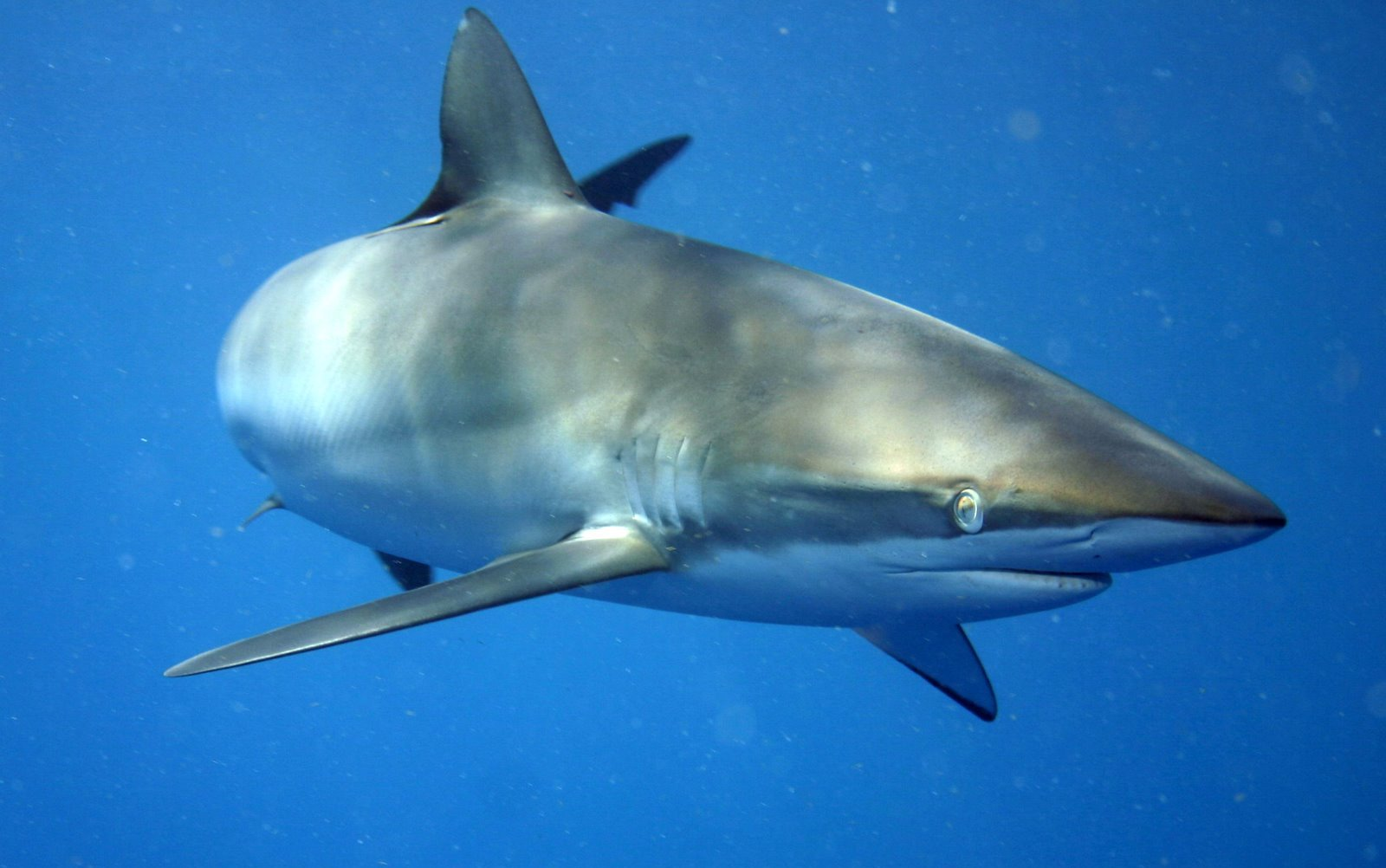

미흑점상어(학명: Carcharhinus falciformis)는 흉상어목 흉상어과에 속하는 물고기이다. 몸길이는 3.3m로서 상어에서는 중형인 어류에 속한다.

## 특징과 먹이
미흑점상어는 날씬한 방추형의 몸매와 유선형의 몸매를 가진 어종으로 영어권에서는 실키 샤크(Silky Shark)라는 이름으로도 불리는 물고기이다. 이동성이 뛰어나며 철새와 같이 계절에 따라서 서식지를 이동하는 회유성 어종에 속하고 등지느러미가 2개인 물고기이다. 2개의 등지느러미는 곡선 후방 작은 미진이 있는 제1등지느러미와 꼬리지느러미와 비교적 가까이 있고 작은 제2등지느러미를 가지고 있다. 두번째의 등색 핀과 길고 낫모양의 가슴핀을 가지고 있으며 이것을 통해 다른 레퀴엠의 상어와 구분을 하기도 한다. 옆줄을 토대로 등쪽은 짙은 청동색을 하고 있으며 배쪽은 흰색을 띄고 있다. 가끔 사람을 공격한 사례도 있지만 황소상어와는 달리 사람에게 크게 위협적인 상어는 아니며 호기심이 많은 상어이기도 하다. 또한 위턱과 아래턱에 날카로운 이빨들이 줄지어 나 있다. 먹이로는 멸치, 청어, 꽁치, 고등어, 숭어 등의 어류들과 갑각류, 오징어와 같은 두족류를 모두 잡아먹는 육식성 물고기에 속한다.

## 서식지와 어획
미흑점상어는 태평양, 대서양, 인도양에 골고루 서식하며 홍해, 지중해, 페르시아만 등에서도 서식하는 어종이기도 하다. 전세계의 따듯한 온대와 열대의 바다에 두루두루 서식하며 수심 0~500M의 대륙붕과 대륙사면으로 이뤄진 표해수층과 중심해에서 주로 서식하는 어종이지만 때로는 얕은 연안에서 발견되기도 한다. 미흑점상어는 식용으로도 쓰이는 어종인데 식용으로 사용할 시에는 지느러미와 간, 육질이 식용으로 이용이 된다. 단 흉상어과에 속하는 어종답게 이빨이 날카로운만큼 살아있는 개체를 다룰 때는 주의가 요망되며 그래서 두꺼운 장갑과 보호 장비를 갖추고 손질을 하는 것이 좋다. 미흑점상어를 식용으로 먹을 때는 주로 샥스핀, 스쿠알렌, 회, 구이로 가장 많이 먹는다.

## 같이 보기
- 흉상어목
- 흉상어과